# جانگو (فیلم)
جانگو (انگلیسی: Django) فیلمی در ژانر وسترن اسپاگتی به کارگردانی سرجو کوربوچی است که در سال ۱۹۶۶ منتشر شد. از بازیگران آن می‌توان به فرانکو نرو، جینو پیرینس، لوچانو روسی، ادواردو فاخاردو، رافائل آلبائیسین و خوزه بودالو اشاره کرد.

## خلاصه فیلم
داستان این فیلم در مکزیک اتفاق می‌افتد. زمانی که دو گروه در شهر در حال مبارزه با یکدیگر هستند و ناآرامی افزایش پیدا کرده، این مرد جانگو می‌آید و می‌خواهد هر دو گروه را نابود کند و …